# Jakob Bernoulli
Jakob Bernoulli, także Jacques Bernoulli (ur. 27 grudnia 1654 w Bazylei, zm. 16 sierpnia 1705 tamże) – szwajcarski matematyk i fizyk, profesor Uniwersytetu w Bazylei. Zajmował się głównie probabilistyką, geometrią, analizą i zastosowaniem jej do fizyki matematycznej, konkretniej do mechaniki.
Bernoulli stworzył podstawy rachunku prawdopodobieństwa i przyczynił się do rozwoju rachunku różniczkowego i wariacyjnego. Wprowadził pojęcia całki i biegunowego układu współrzędnych. Sformułował także prawo Bernoulliego. Niezależnie od brata Johanna rozwiązał zagadnienie brachistochrony. W czasopiśmie naukowym Acta Eruditorum z 1694 opisał lemniskatę Bernoulliego.
Pochodził z uczonego rodu Bernoullich; był bratem Johanna i stryjem Daniela.
Jego rywalizacja z bratem Johannem doprowadziła do postawienia problemu brachistochrony, co z kolei doprowadziło do powstania rachunku wariacyjnego.

## Życiorys
Jakub Bernoulli był pierwszym uczonym w rodzinie Bernoullich i pierwszym sławnym matematykiem szwajcarskim. Na życzenie ojca studiował teologię, ale potajemnie zajmował się matematyką i astronomią. Pod wpływem spotkań z uczonymi we Francji (1676-1680 i 1681-1682) zaczął studiować matematykę na własną rękę. Po powrocie do Bazylei w 1682 odrzucił propozycję objęcia stanowiska pastora w Strasburgu i poświęcił się matematyce. Zainteresował też nią swego brata Johanna, z którym później współpracował (ich osiągnięcia czasami trudno rozróżnić). Wykładał w Bazylei fizykę eksperymentalną, a od 1687 był tam profesorem matematyki.
Bernoulli korespondował od 1687 z Leibnizem, zaowocowało to wymianą pomysłów i idei. Lista osiągnięć Jakuba Bernoulliego jest długa; użycie współrzędnych biegunowych, badanie krzywej łańcuchowej (rozważanej już przez Huygensa i innych), lemniskaty (1694) i spirali logarytmicznej. Zajmował się także figurami izoperymetrycznymi (1701), które prowadziły do problemu z rachunku wariacyjnego. Jego fascynacja spiralą logarytmiczną spowodowała, że pragnął, by wyrzeźbiono ją na jego nagrobku z napisem eadem mutata resurgo (pozostaję znów ta sama, choć się zmieniłam) – spirala na grobie ma jednak kształt spirali Archimedesa. Był także jednym z pierwszych badaczy rachunku prawdopodobieństwa – napisał z tego zakresu dzieło Ars Conjectandi wydane pośmiertnie w roku 1713. W pierwszej części tego dzieła przedrukowany jest traktat Huygensa o grach losowych, dalsze części dotyczą permutacji i kombinacji, a głównym wynikiem jest twierdzenie Bernoulliego o rozkładzie dwumianowym.
Wydane pośmiertnie w 1744 jego Opera omnia zawierały ponad 100 prac.